# Cheongdo-eup
Cheongdo-eup (koreanska: 청도읍) är en köping i Sydkorea. Den ligger i kommunen Cheongdo-gun i provinsen Norra Gyeongsang, i den sydöstra delen av landet, 270 km sydost om huvudstaden Seoul.